# Dibrom pentoxide
Dibrom pentoxide là một hợp chất vô cơ gồm brom và oxy có công thức hóa học Br2O5. Nó là một chất rắn không màu, ổn định dưới -20 ℃. Nó có cấu trúc O2Br−O−BrO2, liên kết Br−O−Br bị bẻ cong với góc liên kết 121,2°. Mỗi nhóm BrO3 đều có hình chóp với nguyên tử brom ở đỉnh.

## Điều chế
Dibrom pentoxide có thể được điều chế bằng cách cho dung dịch brom trong dichlormetan phản ứng với ozon ở nhiệt độ thấp và kết tinh lại từ propionitril.

## Tính chất
Dibrom pentoxide là anhydrit của acid bromic. Giống như hầu hết các halogen oxide khác, dibrom pentoxide có tính oxy hóa mạnh.